# Anomala triancistris
Anomala triancistris är en skalbaggsart som beskrevs av Lin 1999. Anomala triancistris ingår i släktet Anomala och familjen Rutelidae. Inga underarter finns listade i Catalogue of Life.